# Kramolín, Plzeň-jih
Kramolín là một làng thuộc huyện Plzeň-jih, vùng Plzeňský, Cộng hòa Séc.